# Zhu Hongjun

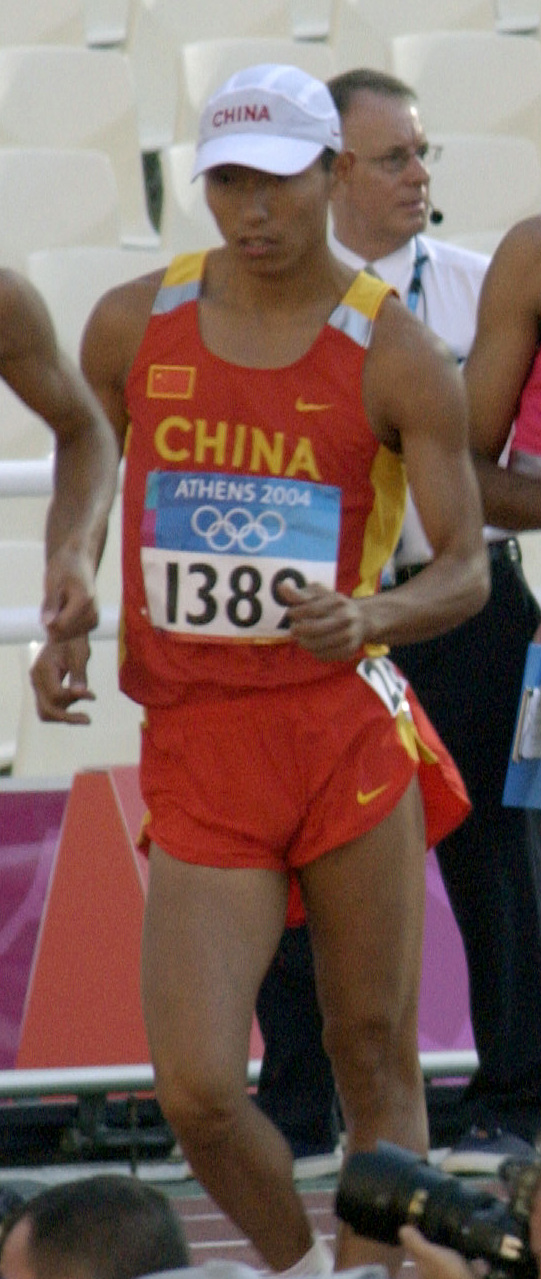
Zhu Hongjun, 2004

Zhu Hongjun (chinesisch 朱 红军, Pinyin Zhū Hóngjūn; * 18. August 1981 in Liaoning) ist ein chinesischer Geher.
Bei den Olympischen Spielen 2004 in Athen wurde er auf der 20-km-Distanz Sechster. Im Jahr darauf erzielte er über diese Strecke am 23. April in Cixi mit 1:17:41 h seinen persönlichen Rekord und wurde Neunter bei den Leichtathletik-Weltmeisterschaften in Helsinki.